# نبرد ۲۰۰۶ عیتا الشعب
نبرد ۲۰۰۶ عیتا الشعب نبردی در جریان جنگ لبنان در سال ۲۰۰۶ رخ داد، زمانی که نیروهای دفاعی اسرائیل و مقاومت اسلامی، شاخه مسلح حزب‌الله، بر سر شهر عیتا الشعب در جنوب لبنان جنگیدند. نبرد با حمله برون مرزی حزب‌الله در سال ۲۰۰۶ آغاز شد. پس از تهاجم ناموفق اسرائیل بلافاصله پس از حمله برون مرزی، این شهر به مدت دو هفته و نیم مورد بمباران شدید هوا و توپخانه قرار گرفت. نبرد زمینی برای آیت الشعب حدود دو هفته از اواخر ژوئیه تا اواسط اوت به طول انجامید. ارتش اسرائیل پنج تیپ مستقر کرد. تخمین زده می‌شود که نیروهای حزب‌الله در شهر متشکل از کمی بیش از نیمی از گروهان باشد. با این حال ارتش اسرائیل نتوانست شهر را تصرف کند و تلفات نسبتاً سنگینی در این روند متحمل شد.